# Яковлева, Лора Григорьевна
Лора Григорьевна Яковлева (21 апреля 1932, Пермь, Уральская область — 3 февраля 2022, Пермь) — российская, ранее советская, шахматистка, международный мастер ИКЧФ среди женщин (1975) и мужчин (1977), чемпионка мира среди женщин в игре по переписке (1977). Инженер-физик. Участница женских чемпионатов РСФСР и других очных соревнований. Высших спортивных достижений добилась в игре по переписке: 1-й чемпионат мира (1968—1972) — 3-е; 2-й чемпионат мира (1972—1977) — 1-2-е с О. Рубцовой (звание чемпионки мира присуждено Яковлевой по лучшему коэффициенту). Победительница 2-й женской заочной олимпиады (1980—1986) в составе команды СССР.
Игру Яковлевой отличали находчивость в атаке и изобретательность в защите.